# ساموبور
سامُبُر (به کرواتی: Samobor) شهری در زاگرب کشور کرواسی است که جمعیت آن در سال ۲۰۱۱ میلادی ۳۸٬۴۷۴ نفر بوده‌است.

## جستارهای وابسته

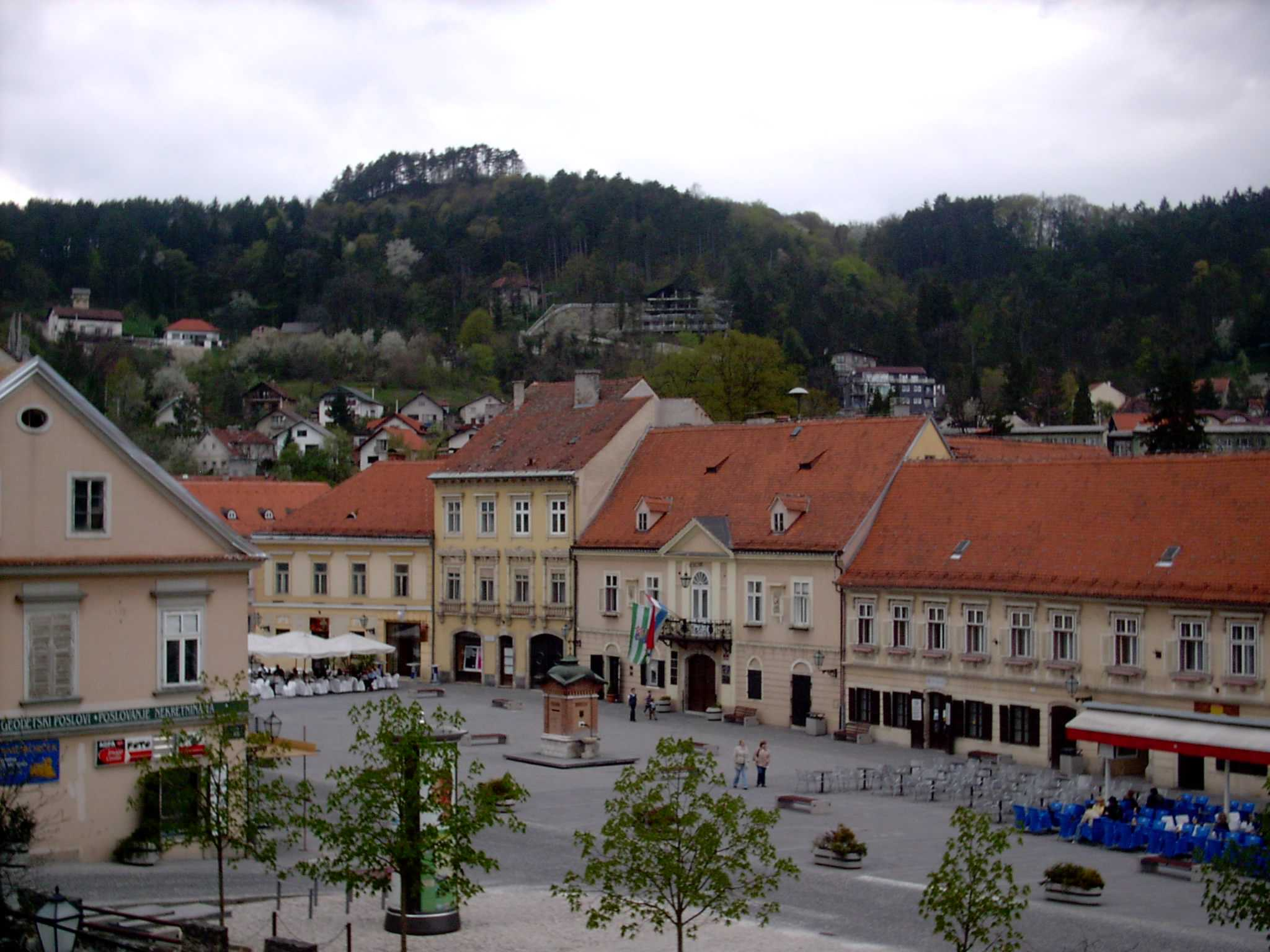